# Hervormde kerk (Schermerhorn)
De Hervormde kerk of Grote Kerk van Schermerhorn is een kerk die in 1636 in gebruik genomen is. De kerk staat op een plaats waar sinds 1520 een kerk gestaan heeft. Het huidige gebouw is beschermd als rijksmonument.
In de kerk valt het maritieme verleden van Schermerhorn op, in de torenspits valt een gestileerde harpoenspits te herkennen, twee scheepsmodellen hangen in de kerk en in een aantal grafstenen zijn schepen te herkennen.

## Geschiedenis

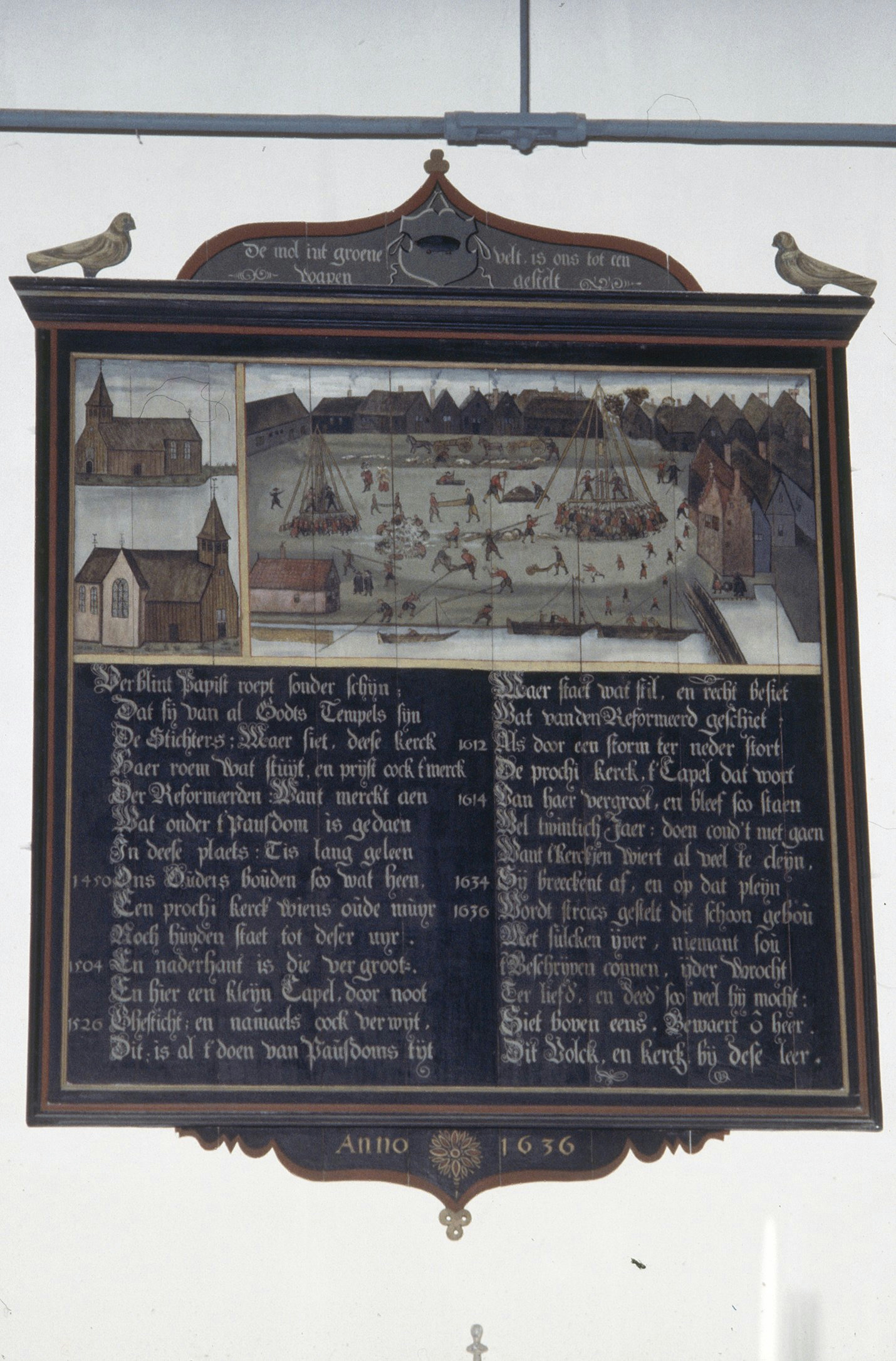
Het gedenkbord met afbeeldingen van de vorige kerk en de bouw van de huidige kerk.

De oudst bekende kerk was een kapelkerkje waarvan bekend is, dat het er reeds in 1520 stond. Deze werd mogelijk in 1526 tot kruiskerk vergroot. De kerk viel onder de kerk van Schermer. Ook na de Reformatie behoorde de kerk tot die van Schermer, maar in 1620 werd deze situatie opgeheven waarna de kerk van Schermerhorn werd verzelfstandigd.
In 1612 werd de kerk tijdens een zware storm grotendeels verwoest om twee jaar later als nieuw te herrijzen. Deze kapel staat mogelijk afgebeeld op een gedenkbord, dat boven de torendeur in de huidige kerk is aangebracht.
In 1634 werd de oude kerk afgebroken, om vervangen te worden door de huidige kerk. Op het gedenkbord staat vermeld dat iedereen die kon helpen, dat heeft gedaan. Het dorp hief ook extra belastingen op onder andere bier, graan en turf. Hierdoor werd er ongeveer 50.000 gulden door de inwoners zelf betaald voor de nieuwe kerk. De eerste steen werd op 12 juni 1634 gelegd. De gebrandschilderde ramen werden zeer kort na de bouw, of misschien zelfs nog tijdens de bouw, geplaatst. Op 19 december 1635 was de bouw zover gevorderd dat de eerste kerkdienst gehouden kon worden. De nieuwe kerk werd gebouwd ten tijde van het droogvallen van de Schermer. Ondanks dat de twee grote meren die rondom Schermerhorn lagen nu drooggevallen waren (de Beemster was reeds in 1612 drooggelegd) bleef scheepvaart een grote bron van inkomsten, hierdoor was Schermerhorn een rijke plaats.
Het exterieur van de kerk is laatgotisch in stijl. Dit is te herkennen aan onder andere het veelzijdige koor en de spitsboogvensters, wat de bouwstijl dus prereformatorisch maakt, terwijl het interieur nadrukkelijk renaissance in stijl en duidelijk van na de Reformatie is. Doordat de kerk 60 jaar na de Reformatie werd gebouwd, is het koor eigenlijk overbodig. Dit terwijl in de 60 jaar na de Reformatie al kerken werden gebouwd zonder koor, zoals de Koepelkerk in het Brabantse Willemstad en de Westerkerk in Amsterdam. Postreformatorische kerken kwamen in Noord-Holland pas later voor. Een dergelijke kerk, zoals in Middenbeemster, werd vaak door de opdrachtgevers voorgesteld. Tot in de 17e eeuw werden nog ouderwetse kerken gebouwd, of bestaande kerken die werden uitgebreid.
Doordat Schermerhorn twee keer een dorpsbrand werd getroffen, raakte het dorp verarmd en verliet een deel van de bevolking de omgeving. Door teruglopend kerkbezoek raakte ook de kerk inkomsten kwijt. Een gebrek aan financiën zorgde er daarna voor dat ook het onderhoud van het kerkgebouw in het slop raakte, hierdoor raakte zes glas-in-loodramen zodanig in verval dat zij verwijderd moesten worden. Ondanks tanende inkomsten, verkocht de kerk geen waardevolle objecten, waardoor het 17e-eeuwse interieur grotendeels bewaard is gebleven. In de 19e eeuw kwamen er wel grote veranderingen: rondom de dooptuin werden verschillende banken geplaatst en het eerste orgel werd in 1879 aangeschaft. Dit orgel was tweedehands en werd in het koor geplaatst. Het werd aan het einde van de restauratie in 1894-1896 naast de toren en boven de consistoriekamer op een galerij geplaatst.
Tussen 1950 en 1952 begon de eerste fase van een nieuwe restauratieperiode. In 1952 werd het dak geheel gerestaureerd. In dezelfde periode dat het dak werd aangepakt, werd er ook een winterkerk gebouwd in het koor. Deze kleinere ruimte was makkelijker te verwarmen en daardoor voor de krimpende gemeenschap economisch interessanter dan het gehele kerkgebouw. Deze ruimte bleef tot ongeveer 1965 in gebruik. In 1968 werd de tijdelijke afsluiting vervangen door een permanente. Deze permanente is vormgeven als een koorhek. In 1964 begon de tweede fase van de restauratie en deze werd in 1972 afgerond. Onder andere het interieur, waaronder de muren en ook de glas-in-loodramen, werden in deze periode gerestaureerd. Een houten lambrisering in het koor was zodanig aangetast dat deze niet gered kon worden, in tegenstelling tot een groot aantal onderdelen van de 19e-eeuwse eikenhouten banken, die nog gebruikt konden worden in nieuw gevormde banken. De 17e-eeuwse banken bleven wel behouden. Na de restauratie besloot de kerk dat de winterkerk niet meer nodig was, het koorhek bleef nog tot 1977 staan. Het orgel werd tussen 1974 en 1977 eveneens gerestaureerd.
In de jaren 90 werden er weer een paar restauraties uitgevoerd, ditmaal het dak en het metselwerk en een aantal glas-in-loodramen.
In 2001 besloot de kerkelijke gemeente om het gebouw over te dragen aan de stichting Oude Hollandse Kerken. Omdat de hervormde en gereformeerde gemeenten later fuseerden en deze nieuwe gemeente er voor koos om het gebouw van de gereformeerde kerk te gaan gebruiken, verloor de Grote Kerk ook haar religieuze functie. In 2016 moest het gebouw gerenoveerd worden. De SOHK kon deze renovatie echter niet bekostigen. Zij verkocht in juli dat jaar de kerk aan Stadsherstel Amsterdam, die wel in staat was een grote renovatie te bekostigen. Stadsherstel heeft de kerk na de renovatie in gebruik genomen als trouwlocatie. De kerk wordt sindsdien beheerd door de twee stichtingen en de Plaatselijke Commissie. De heropening vond plaats op 18 mei 2017. De kerk werd heropend door commissaris van de Koning van Noord-Holland, Johan Remkes.

## Exterieur
De vierkante, ingebouwde, toren is slank ten opzichte van het schip. De toren is opgesplitst in twee geledingen, waarin een aantal nissen zijn geplaatst. In de vrije zijdes boven het dak, zijn rechthoekige velden in het metselwerk aangebracht, vergelijkbaar met de Hervormde Kerk te Middenbeemster. In de voorgevel, aan de onderzijde van de toren, zijn vergelijkbare velden gemaakt. In de middelste velden, boven de toegangsdeur, zijn rondboognissen geplaatst. Aan alle vier de zijden zijn in de bovenste geleding gekoppelde galmgaten geplaatst. Boven de galmgaten bevindt zich aan elke zijde een vierkante wijzerplaat. In de toren, ter hoogte van de galmgaten, staat een klokkenstoel met klok van Pieter en François Hemony uit 1653. De klok heeft een diameter van 90 centimeter. Een tweede, grotere, klok werd in 1635 door Assuerus Koster gegoten. Het mechanische, maar elektrisch opgewonden, uurwerk is van Eijsbouts en stamt uit 1950. Rondom de achtzijdige naaldspits loopt een balustrade.
Het schip is een pseudobasilicaal, het grenenhouten dak loopt over de zijbeuken door, schip met vijfzijdig koor. Het hout in het dak is hergebruikt, spijkergaten van eerdere leien zijn aan de binnenkant zichtbaar. Het koor is voorzien van zeven hoge spitsboogvensters. Op de punt van het koor staat een kruis met daarop een windvaan in de vorm van een zeilschip.
De zuidelijke gevel bestaat uit zes traveeën, met daartussen steunberen welke door een waterlijst verbonden zijn. Deze waterlijst loopt onder de vensters door en over de steunberen heen. De deur, met trap, in deze zijgevel is nieuw. De deur is onder het derde venster, gezien vanaf de toren, geplaatst.
De noordelijke gevel is vrijwel gelijk aan de zuidelijke. Het eerste venster, vanaf de toren naar het koor gezien, is op het bovenste deel na dichtgemetseld. Onder het derde venster is een deur aangebracht, zodat overledenen vanuit de kerk direct naar het kerkhof gebracht kunnen worden.
Tot 2016 zaten voor de ramen speciale metalen rekken om te voorkomen dat voetballen de gebrandschilderde ramen konden beschadigen. In plaats van rekken staan er nu voorzetramen van gehard glas om de ruiten te beschermen.

## Interieur
Uit de tijd van de bouw stammen de preekstoel, het doophek, de banken, de vijf herenbanken en het tochtportaal. De lezenaar, de doopbekkenhouder en de zeven koperen kroonluchters zijn uit de 17e eeuw, een preciezere datering is niet bekend. Van een aantal interieuronderdelen is een precies jaar bekend, waaronder: tiengebodenbord uit 1622, ordonnatiebord uit 1659 en een van de twee scheepsmodellen is uit 1663. Het gedenkbord boven de entree is gemaakt in 1636 en wordt omvat door een gemarmerde omlijsting. Boven het gedenkbord hangt een wijzerplaat. Het rouwbord, ter herinnering aan een dame, werd in 1693 in de zuiderzijbeuk geplaatst, deze werd in 1977 bij de restauratie verplaatst naar de noorderzijbeuk.
Rondom de vierde zuidelijke pilaar, gezien vanuit het westen, bevindt zich de dooptuin. In deze ruimte binnen het doophek werd gedoopt. Binnen het hek staan onder andere kerkbanken voor de kerkenraad, het doopvont en de preekstoel. Dit geheel is het centrale deel van de kerk, de kerkbanken staan allemaal naar deze plek gericht. De banken tegenover en aan weerszijden van de dooptuin, stammen vermoedelijk uit de bouwtijd. Deze banken waren vermoedelijk ook bedoeld voor bestuurders en notabelen. Het middendeel van het schip bevat geen vaste banken, hier stonden stoelen. Vaste banken en ander meubilair kwamen pas na 1829, toen er niet meer in de kerk begraven mocht worden.
Op een van de trekbalken in het middenschip staat de naam Jan Janszoon Vijselaer en het wapen van Edam. Van Vijselaer is bekend dat hij meester-timmerman was in Edam. Daar was hij ook betrokken bij de bouw van de westelijke kap van de Grote Kerk. Net als de Grote Kerk in Edam en in de middelste hal van de Noorderkerk in Hoorn, ligt op de trekbalken een loopbrug. Een aantal trekbalken ligt op sleutelstukken die gesneden versieringen bevatten, waaronder bloemmotieven.
De vloer van de kerk is verhoogd ten opzichte van het straatniveau, dit diende als extra veiligheid bij storm en hoog water en mogelijk ook om het begraven van overledenen in grondwater te voorkomen. De vloer is bedekt met zerken. Een aantal zerken is voorzien van huismerken. Bij de restauratie in 2016 zijn kapotte zerken verwijderd en werden de bruikbare stenen tijdelijk opgeslagen. Onder de stenen kwamen poeren tevoorschijn die van stenen zijn gemaakt die niet bij de bouwperiode van de kerk passen. Mogelijk zijn de stenen hergebruikt. Tijdens de laatste restauratie (2016-2017) werd er onder de zerkenvloer vloerverwarming aangebracht. De zerken zijn niet op hun originele plek herplaatst. Negen grotere zerken zijn midden in de kerk in een verdiept vak terecht gekomen. Een aantal zerken met opschrift is ook bij elkaar geplaatst, op de plek waar voorheen de houten vloer lag. In de deur tussen de kerkzaal en de hal onder de toren zijn ook huismerken aangebracht, de reden waarom is onbekend. Deze deur is vanwege de merktekens behouden tijdens de renovatie.
Omdat het gebouw niet langer als kerk in functie is, werden bij de restauratie de consistorie en de diaconie verbouwd tot andere ruimtes, respectievelijk cateringruimte en toiletruimte. Ook zijn de tongewelven, in samenspraak met de Rijksdienst voor het Cultureel Erfgoed, geïsoleerd. De houten stroken waar de gewelven uit bestaan zijn op decoratieve wijze beschilderd met plant- en bloemmotieven. Wanneer de gewelven zijn geplaatst is niet met zekerheid te stellen, vermoedelijk enige jaren nadat de bouw van de kerk was afgerond, omdat het plaatsen van een dergelijk houten gewelf zeer kostbaar was.
Het orgel stamt uit de tweede helft van de 18e eeuw en wordt aan Jacob Courtain uit Emmerik toegeschreven. Het werd in 1879 in de kerk geplaatst door F.G. Leichel. Het pijpwerk is ouder dan de orgelkas. Het orgel steunt op twee kolommen, bij de restauratie in 2016 bleek dat deze kolommen zelf niet ondersteund werden, waarna er in allerijl heipalen onder geplaatst werden.
De muren zijn in tussen 1964 en 1972, de tweede fase van de restauratieperiode tussen 1950 en 1971, opnieuw geschilderd, nu met speciale verf om afbladderen en zoutschade te voorkomen.

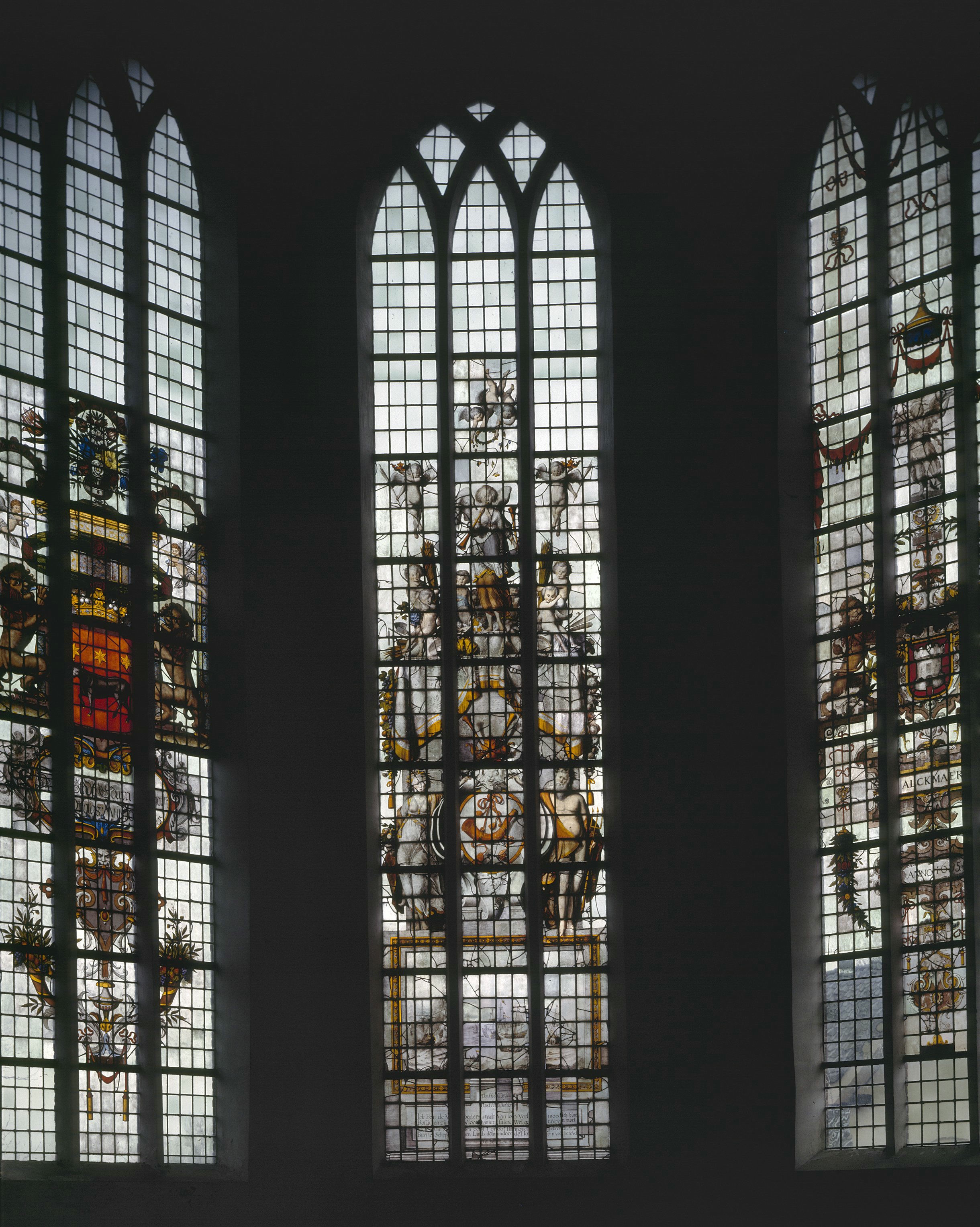
Drie glas-in-loodramen, geschonken door de steden Edam, Hoorn en Alkmaar (afgebeeld van links naar rechts)

## Glas-in-loodramen
De glas-in-loodramen stammen uit de tijd van de bouw. De ramen in het koor zijn geschonken door een aantal Hollandse gemeenten, waaronder Alkmaar, Hoorn en Enkhuizen. Zij zijn tussen 1949 en 1966 gerestaureerd door glasatelier Bogtman uit Haarlem.

## Trivia
- Een bijna identieke preekstoel stond in de Grote Kerk van Purmerend. Die preekstoel werd in 1640 gemaakt door de Amsterdamse beeldhouwer Jan Dirckz. Beltsnijder.

## Fotogalerij

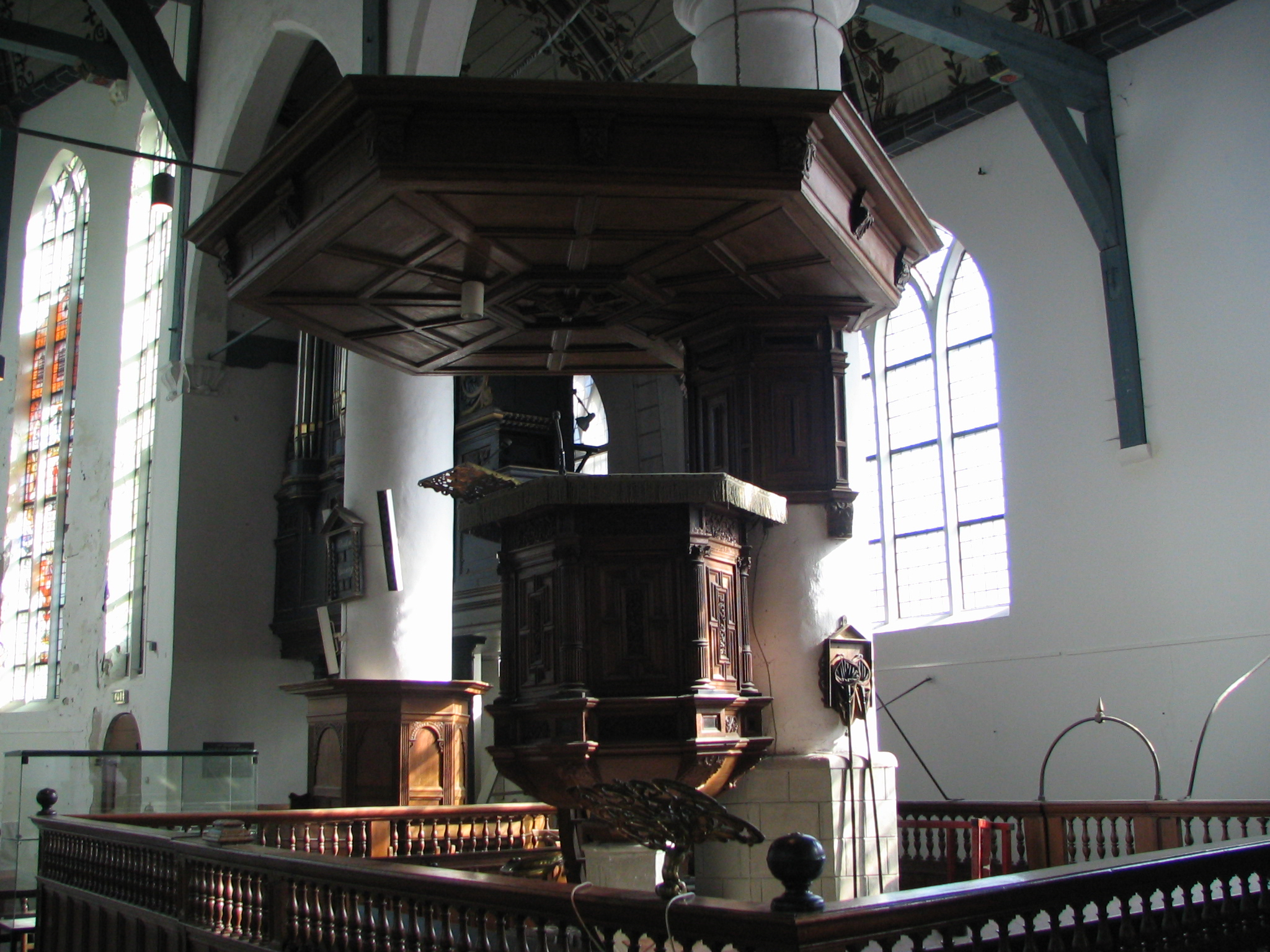
Preekstoel
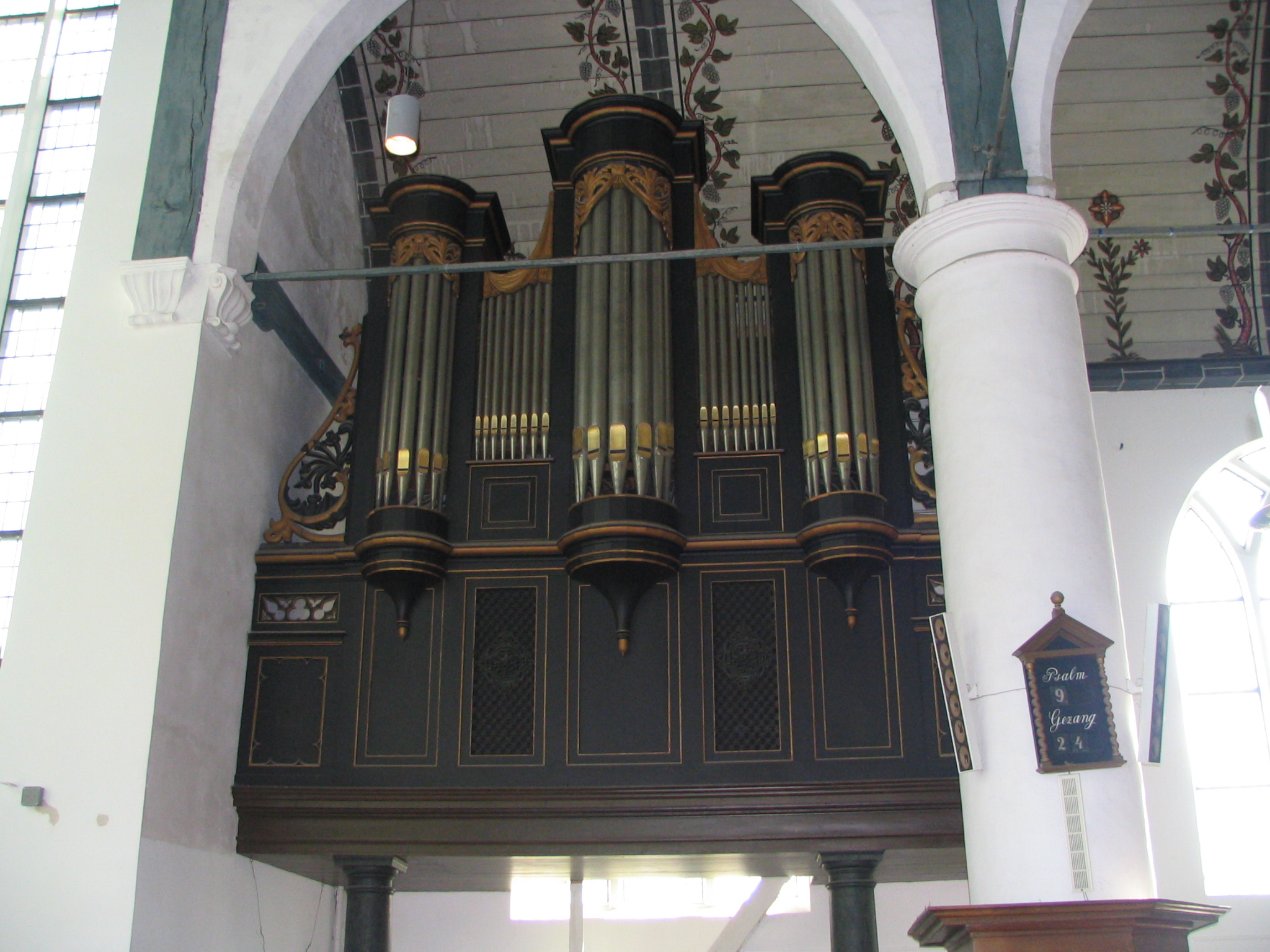
Het orgel
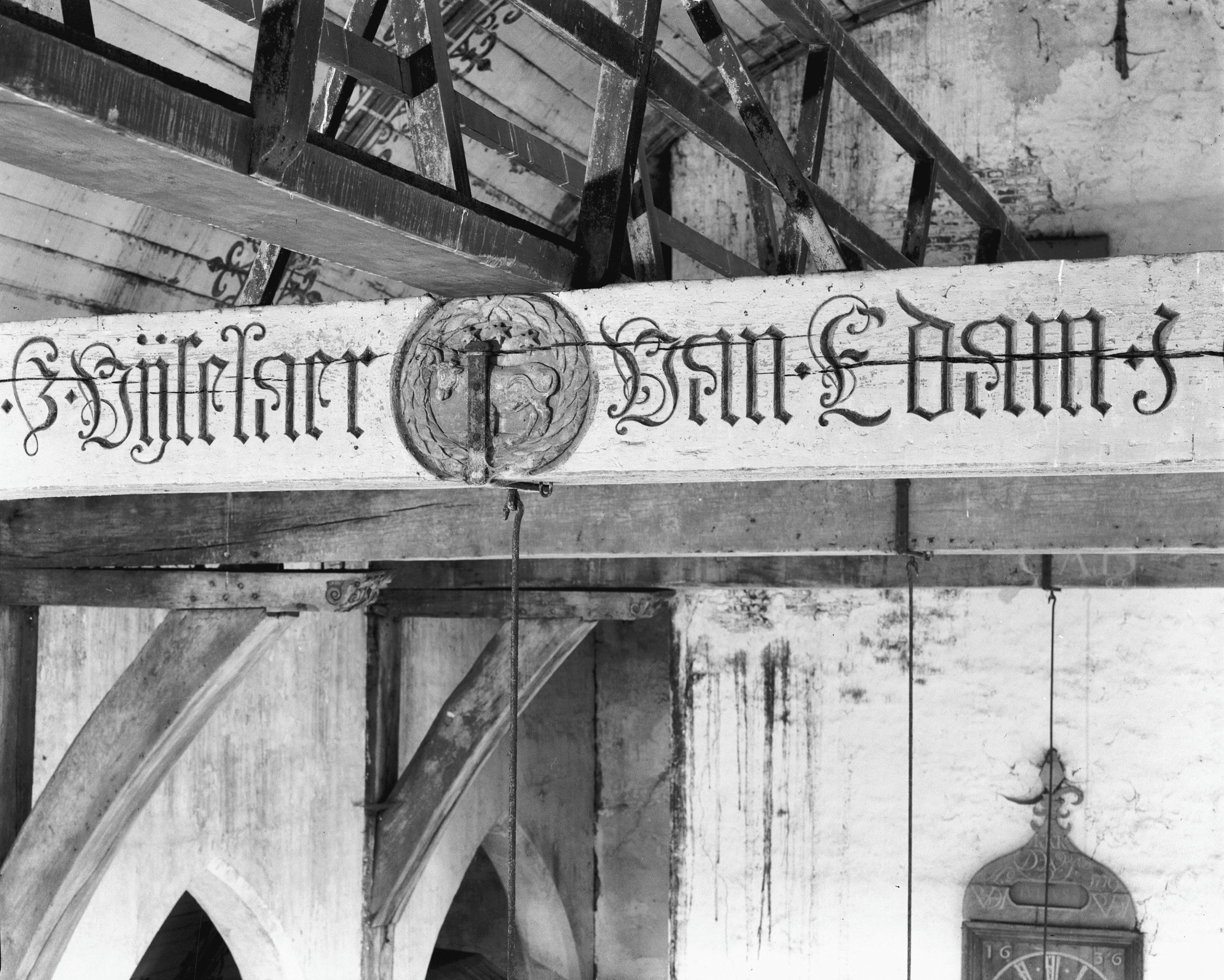
Trekbalk met naam van Jan Janszoon Vijselaer en het wapen van Edam.